# Вудсон-Террес (Міссурі)
Вудсон-Террес (англ. Woodson Terrace) — місто (англ. city) в США, в окрузі Сент-Луїс штату Міссурі. Населення — 3950 осіб (2020).

## Географія
Вудсон-Террес розташований за координатами 38°43′43″ пн. ш. 90°21′36″ зх. д. / 38.72861° пн. ш. 90.36000° зх. д. (38.728691, -90.360075).  За даними Бюро перепису населення США в 2010 році місто мало площу 1,99 км², уся площа — суходіл.

## Демографія
Згідно з переписом 2010 року, у місті мешкали 4063 особи в 1603 домогосподарствах у складі 1019 родин. Густота населення становила 2044 особи/км².  Було 1731 помешкання (871/км²).
Расовий склад населення:
| - 68,5 % — білих - 20,8 % — чорних або афроамериканців - 1,5 % — азіатів - 0,3 % — корінних американців - 5,8 % — осіб інших рас |

До двох чи більше рас належало 3,2 %. Частка іспаномовних становила 10,6 % від усіх жителів.
За віковим діапазоном населення розподілялося таким чином: 25,2 % — особи молодші 18 років, 63,0 % — особи у віці 18—64 років, 11,8 % — особи у віці 65 років та старші. Медіана віку мешканця становила 34,6 року. На 100 осіб жіночої статі у місті припадало 93,1 чоловіків;  на 100 жінок у віці від 18 років та старших — 90,1 чоловіків також старших 18 років.
Середній дохід на одне домашнє господарство  становив 50 330 доларів США (медіана — 48 104), а середній дохід на одну сім'ю — 52 642 долари (медіана — 50 863). За межею бідності перебувало 11,6 % осіб, у тому числі 19,3 % дітей у віці до 18 років та 4,3 % осіб у віці 65 років та старших.
Цивільне працевлаштоване населення становило 2054 особи. Основні галузі зайнятості: роздрібна торгівля — 20,3 %, освіта, охорона здоров'я та соціальна допомога — 17,4 %, виробництво — 13,6 %, транспорт — 9,9 %.